# Margaret Fell

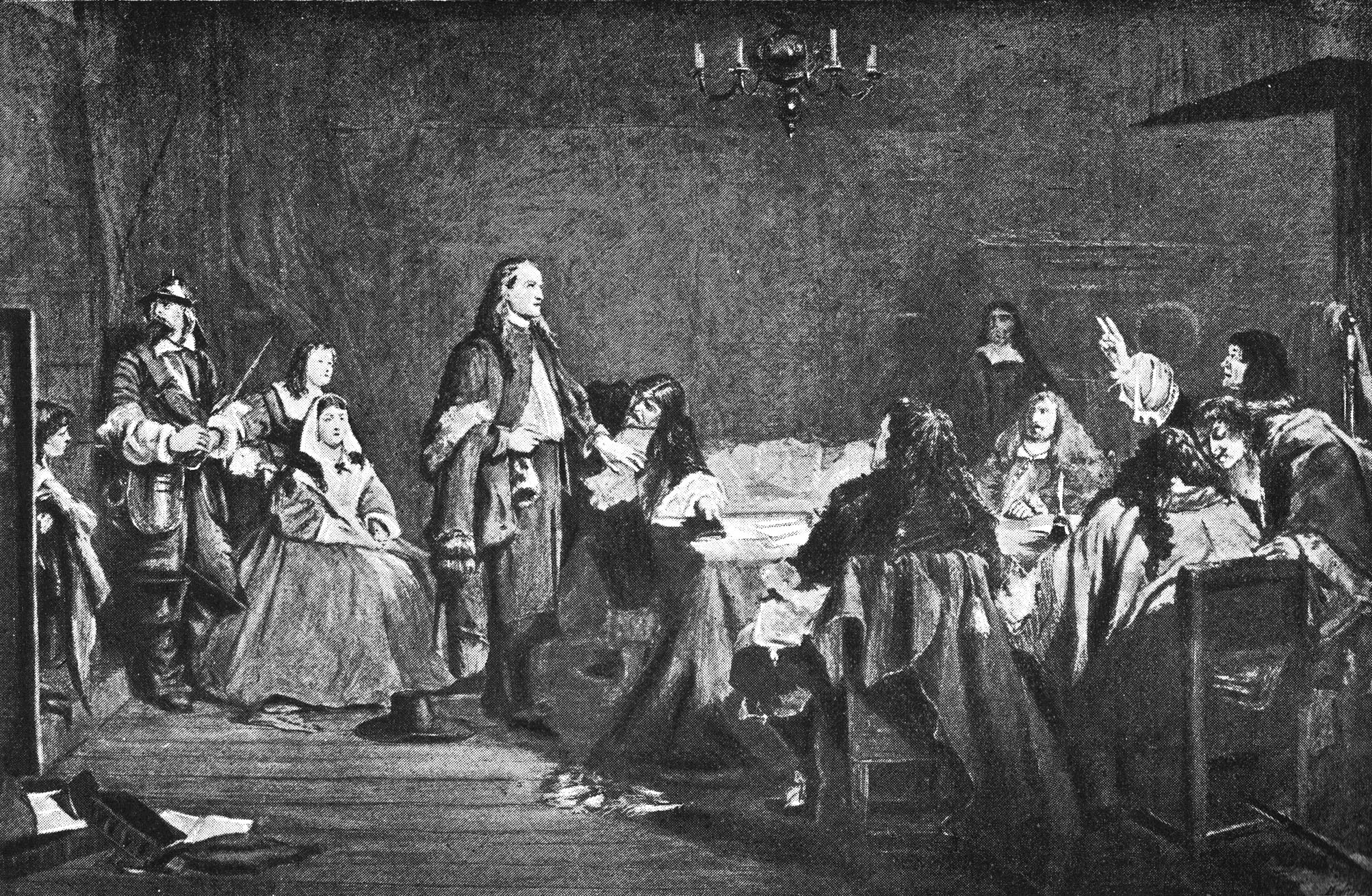
John Pettie RA (1839–1893): George Fox refusing to take the oath at Houlker Hall, A.D. 1663 (1863). George Fox (in der Mitte stehend) und Margaret Fell (links von ihm sitzend)

Margaret Fell, geboren als Margaret Askew und ab 1669 Margaret Fox (* 1614 in Marsh Grange, Dalton, Lancashire, England; † 23. April 1702 in Swarthmoor, Cumbria, England), ist die Mother of Quakerism (nach Isabel Ross), war die Ehefrau von George Fox, die wichtigste weibliche Gründerfigur und Schriftstellerin des frühen Quäkertums.

## Leben
Margaret Askew war die Tochter von John Askew und Margaret Pyper und später die Frau von Thomas Fell (1598–1658), den sie 1632 heiratete. Ihr Mann war Richter in Gray’s Inn und gehörte für Lancashire dem Long Parliament unter Oliver Cromwell (1599 bis 1658) an. Die meiste Zeit ihres Lebens verbrachte sie auf dem Gut ihres Mannes, in Swarthmoor Hall, das nahe der Stadt Ulverston im Norden Englands liegt.
Das Haus der Fells stand dem Besuch religiöser, gottsuchender Menschen offen. Sie kamen meist aus dem Kreis der Dissenter, das waren Nonkonforme und Unabhängige von der Church of England, zu denen auch sie gehörten. Auf diesem Weg begegnete sie dem Quäker-Wanderprediger George Fox, der von Juni bis Winter 1652 in den wöchentlichen häuslichen Gottesdiensten predigte. Schon nach der ersten Predigt konvertierten alle Fells außer der Schwiegervater George Fell und ihr Mann Thomas Fell, der zu dieser Zeit nicht auf dem Gut war, zum Quäkertum. Ihr Mann blieb Rest seines Lebens Independenter, aber gestattete seiner Frau Swarthmoor zum Zentrum des frühen Quäkertums zu machen. Von hier aus wurden nun Maßnahmen gegen die Verfolgung der Quäker ergriffen, Missionsreisen geplant und koordiniert und die Hilfsarbeit für (durch Verfolgung) Bedürftige organisiert.
Sie selbst trat nicht allzu oft als Predigerin auf, aber in ihren Schriften setzte sie sich für das Predigtamt der Frauen ein. Bei einer Petition an das Rump Parliament, worin gegen das Leisten von Eiden Einspruch erhoben wurde, steht sie sogar als erste Unterzeichnerin neben 7.000 anderen Quäkerinnen. Bei dem von ihr mitformulierten Schreiben, das als sogenanntes „Friedenszeugnis“ im Juni 1660 in die Geschichte eingehen sollte, hat sie selbst aber nicht unterschrieben, sondern nur acht Männer. Zu diesem Zeitpunkt hielt sich Fell öfter in London auf, das das politische Machtzentrum war, um sich persönlich oder schriftlich immer wieder für gefangene Quäker einzusetzen.
Von Mai bis August 1663 fand die Reise mit ihrer Tochter statt, die als Thousand Miles Journey (deutsch: Reise der tausend Meilen) in die englische Quäkergeschichte einging. Hier bereiste sie predigend den Norden und Südwesten Englands. Noch im gleichen Jahr wurde sie zum ersten Mal selbst von dem streitsüchtigen Richter Daniel Fleming wegen Eidesverweigerung inhaftiert. Ein zweites Mal wurde sie in Lancaster zur Gefangenschaft in dem dortigen Verlies verurteilt. Hier entstanden ihre bedeutendsten Schriften, Women's Speaking Justified (1666) und Touch-Stone (1667). Aus den Jahren 1654 bis 1670 (der heftigsten Verfolgungszeit) stammen 500 Briefe, die an sie adressiert waren und erhalten sind. Im Juni 1668 kam sie wieder frei. Richard Lower, der Bruder von Thomas Lower, der wiederum mit einer Tochter von Margaret Fell verheiratet war, hatte sich für die Freilassung in höchsten adeligen Kreisen eingesetzt.
Am 27. Oktober 1669 heiratete Margaret Fell George Fox in Bristol. Nach schon einer Woche verließ sie bereits ihren neuen Ehemann und kehrte nach Swarthmore zurück. Zur Heirat schreibt Claus Bernt:
Damit sollten vor allem die Gerüchte einer illegitimen Beziehung zwischen Fox und Fell die Grundlage entzogen werden. Ebenso kann die kinderlos gebliebene Ehe als eine symbolische mystische Union von Mann und Frau gesehen werden, die in vielen radikalchristlichen Bewegungen einen besonderen Stellenwert einnahm.
Im Frühjahr 1670 sorgte nun der Sohn George Fell dafür, dass seine Mutter bis April 1671 im Gefängnis war. Hintergrund waren Familienstreitigkeiten um das Erbe.
Ab Februar 1675 hielt sich George Fox für 21 Monate in Swarthmore bei Fell auf, um sich von einer seiner Gefängnisaufenthalte zu erholen. In dieser Zeit um 1676 diktierte er sein retrospektives Tagebuch.
Ab den 1680er Jahren wurde es etwas ruhiger, und die Arbeit an strukturellen Dingen traten in den Vordergrund. So die Gründung von monatlichen und vierteljährlichen Women's Meetings, der zentralen Geschäftsversammlungen der Quäkerinnen, zusammen mit den Töchtern Sarah und Rachel.
Noch bis 1684 folgten immer wieder kürzere Gefängnisaufenthalte, weil sie den Besuch der örtlichen anglikanischen Gottesdienste verweigerte. 
Nach dem Tod von George Fox am 13. Januar 1691, dem sie in den letzten Stunden beistand, zog sie sich aus dem öffentlichen Leben zurück. Das Women's Yearly Meeting in London wurde aber weiter von ihr besucht. Mit ungefähr 88 Jahren starb sie am 23. April 1702 in Swarthmoor und wurde dort auf dem Friedhof der Society of Friends Sunbrick Burial Ground bestattet.
Von großer Bedeutung ist die Autobiographie A brief collection of remarkable passages, die 1710 posthum veröffentlicht wurde. Unter den Quäkern wurde sie quasi als eine Heilige gefeiert und verehrt. Für die im Artikel verwendeten Fachbegriffe siehe auch Artikel „Glossar Quäkertum“.

## Familie
Margaret Askew heiratete 1632 Thomas Fell, der 1658 starb. Sie hatten zusammen acht Kinder (Margaret * um 1633, Bridget * um 1635, Isabel * um 1637, George * um 1638, Sarah * 1642–1714, Mary * 1647, Susanna * um 1650, Rachel * 1653).

## Swarthmoor Hall
Swarthmoor Hall war der Landsitz von George Fell und seinem Sohn Thomas (1598–1658), dem ersten Mann von Margaret Fell. 30 Jahre nach seinem Tod wurde 1688 dort ein Versammlungshaus (englisch: Meeting house) der Freunde errichtet. Swarthmoor Hall blieb in Familienbesitz bis 1759, danach musste es aus wirtschaftlichen Gründen verkauft werden. Erst 1912 konnte Emma Clarke Abraham, ein Nachfahre der Fells, das Gehöft erwerben und dem einstigen religiösen Zweck wieder zuführen. Ihr Neffe verkaufte es der Religious Society of Friends, wie die Quäker heißen.
Nach Swarthmoor in Cumbria wurde 1863 durch Margaret E. Hallowell und Benjamin Hallowell die neue Schulvereinigung der Freunde (englisch: annual meeting of the Friends Educational Association) genannt, die 1869 zum Swarthmore College wurde. Zugleich bekam auch der dortige Ort (englisch: Borough) Swarthmore im Delaware County des US-Bundesstaats Pennsylvania diesen Namen.

## Schriften
- False Prophets, Anticrists, Deceivers, Which are in the World, which John Prophesied of, which hath been long hid and Covered. But now is unmasked in these last dayes with the Eternal Light which is risen, Giles Calvert, London 1655.
- A Loving Salutation to The seed of Abraham among the Jewes: where ever they are scattered up and down upon the face of the earth, Thomas Simmons, London 1656.
- A Testimonie of the Touchstone, for all Professions, and all Forms, and Gathered Churches (as they call them) of what sort soever to try their ground and foundation by. And a Tryal by the Scriptures, who the False Prophets are, which are in the world, which John said should be in the last times by Margret Fell. Also, some of the Ranters Principles Answered, Thomas Simmons, London 1656.
- For Manasseth Ben Israel. The Call of the Jewes out of Babylon. Which is good tidings to the Meek, Liberty to the Captives, and for the opening of the Prison Doores, Giles Calvert, London 1656.
- To the General Councel, and Officers of the English Army, And to every Member in particular, Thomas Simmons, London 1659.
- To the General Council of Officers. The Representation of divers Citizens of London, and others Well-affected to the Peace and Tranquility of the Commonwealth, John Clowes, London 1659.
- Mit George Fox: A Paper concerning such as are made Ministers by the will of man; and an exhortation to all sober minded people to come out from among them, M. W., London 1659.
- The Citie of London Reproved For its Abominations, which doth concern all the Inhabitants thereof that are guilty, Robert Wilson, London 1660.
- A Declaration and an Information From us the People of God called Quakers, To the present Governors, the King and Both Houses of Parliament, and All whom it may Concern. This was Delivered into the Kings hand, the 22 day of the Fourth Moneth, Thomas Simmons und Robert Wilson, London 1660.
- An Evident Demonstration to Gods Elect, Which clearly manifesteth to them, Thomas Simmons, London 1660:
  - I. How necessary and expedient it is for them to come to witnesse true faith
  - II. That after they have attained to the faith, it must be tried as gold is tried in the fire
  - III. It shews how many have departed from the faith and denied it
  - IV. That the standing of the Saints is by faith in the Son of God
  - V. How strong Abraham was in the faith, and how all that believe are to look unto him. By Margret Fell, London: Thomas Simmons.
- This is to the Clergy Who are the Men that goes about to settle Religion (As they say) according to the Church of England. Whether they be Bishops or Presbyters, or what Name soever they may go under, Robert Wilson, London 1660.
- This was given to Major Generall Harrison and the rest. Read this in the Fear of the Lord, and in the moderation of Your spirits, without prejudice, Thomas Simmons, London 1660.
- A True Testimony From the People of God: (Who by the world are called Quakers) of the Doctrines of the Prophets, Christ, and the Apostles; which is witnessed unto, by them who are now raised up by the same Power, and quickned by the same Spirit and Blood of the Everlasting Covenant, which brought again our Lord Jesus from the dead, Robert Wilson, London 1660.
- To the Magistrates and People of England where this may come, London 1664.
- Mit George Fox: The Examination and Tryall of Margaret Fell and George Fox (at the severall Assizes held at Lancaster the 14th and 16th days of the First Moneth 1663. And the 29th of the 6th Moneth 1664.) For their Obedience to Christs Command who saith, Swear not at all. Also Something in Answear to Bishop Lancelot Andrews Sermon Concerning Swearing, London 1664.
- Mit J. Parke: Two General Epistles To the Flock of God, where-ever they are dispersed on the Face of the Earth; who are gathered and separated from the World, and its Wayes and Worships, to bear Testimony for the Lord God against the Deceit and Deceivableness which the Worships of the World have lain in, in the dark Night of Apostacy, London 1664.
- A Call to the Universall Seed of God, Throughout the whole World, to Come up to the Place of Publick Worship, which Christ Jesus the great Prophet hath set up, who took not upon Him the nature of Angels, but the seed of Abraham, whereby he comes to raise up Adams House and fallen State, into an Estate that shall never fall, London 1665.
- John Wigan, this in Answer to part of thy Appendix, in Thomas Curwen: This is An Answer to John Wiggans Book, Spread up and down in Lancashire, Cheshire, and Wales, who is a Baptist & a Monarchy-man, London 1665, S. 86–122.
- A Letter Sent to the King From M. F. Here is also thereunto Annexed a Paper written unto the Magistrates in 1664, which was then Printed, and should have been dispersed, but was prevented by wicked hands, London 1666.
- The Standard of the Lord Revealed. By which He hath led and guided and preserved his people since Adam to this day, as is manifested through the Scriptures, and is shewed forth in this following Abstract, London 1667.
- A Touch-Stone, or, A Perfect Tryal by the Scriptures, of all the Priests, Bishops, and Ministers, who have called themselves, the Ministers of the Gospel... unto which is annexed Womens speaking justified etc, London 1667.
- Womens Speaking Justified, Proved and Allowed of by the Scriptures. All such as speak by the Spirit and Power of the Lord Jesus. And how Women were the first that preached the Tidings of the Resurrection of Jesus, and were sent by Christ’s Own Command, before He ascended to the Father, John 20.17, London 1667 (2. Auflage); David J. Latt, ed. Augustan Reprint N° 194, Clarke Memorial Library, UCLA, Los Angeles 1979.
- A Call unto the Seed of Israel, That They may come out of Egypts Darkness, and House of Bondage, unto the Land of Rest. Also The Righteous Law of God Justified. With an Epistle to all those, whose desires are after the Truth as it is in Jesus where ever they are Scattered. Also Twenty five Queries to all the Worlds Priests and People that say, the Light of Christ is Natural, Robert Wilson, London 1668.
- A few Lines concerning Josiah Coale, in: The Books and divers Epistles of the Faithful Servant of the Lord Josiah Coale, London 1671, S. 25–26.
- The Daughter of Sion Awakened, And putting on Strength: She is Arising and shaking her self out of the Dust, and putting on her Beautiful Garments, London 1677.
- The Testimony of Margaret Fox Concerning her Late Husband, George Fox; together With a brief Account of some of his Travels, Sufferings and Hardships endured for the Truth’s Sake, in: A Journal or Historical Account of the Life, Travels, Sufferings, Christian Experiences and Labour of Love in the Work of the Ministry, of that Ancient, Eminent and Faithful Servant of Jesus Christ, George Fox, Thomas Northcott, London 1694.
- A Brief Collection of Remarkable Passages and Occurrences Relating to the Birth, Education, Life, Conversion, Travels, Services and Deep Sufferings of that Ancient, Eminent, and Faithful Servant of the Lord, Margaret Fell; But by her Second Marriage, Margaret Fox. Together With Sundry of Her Epistles, Books, and Christian Testimonies to Friends and Others; and also to those in Supreme Authority, in the several late Revolutions of Government, J. Sowle, London 1710.